# 乐西暗沙
乐西暗沙位于南中国海中沙群岛中沙大环礁浅湖内中部，东与屏南暗沙相距约7.3海里，东北与漫步暗沙相距约3.8海里。整个暗沙全部在海面以下，最浅处水深约16米，等深线20米以上面积约1平方公里。1947年和1983年公布名称均为“乐西暗沙”。